# David Frigout
Pour les articles homonymes, voir Frigout.
David Frigout, né le 8 mai 1973 à Lorient (Morbihan), est un joueur français de basket-ball.

## Biographie
Vivant actuellement à Limoges, il s'est reconverti dans la restauration en étant propriétaire d'un restaurant franchisé Subway dans cette même ville.[réf. nécessaire]

## Clubs
- 1990-1993 :  ALM Évreux Basket (Pro B)
- 1993-1995 :  Fullerton (NCAA I)
- 1995-1998 :  ALM Évreux Basket (Pro A)
- 1998-2000 :  CSP Limoges (Pro A)
- 2000-2004 :  ASVEL Villeurbanne (Pro A)
- 2004-2005 :  Spirou Charleroi (BLB)

## Palmarès
- Vainqueur de la Coupe Korac en 2000 avec Limoges
- Champion de France en 2000 avec Limoges et en 2002 avec l'ASVEL
- Vice champion de France en 2001 avec l'ASVEL
- Coupe de France : en 2000 avec Limoges et en 2001 avec l'ASVEL
- 5 sélections en équipe de France.